# Polonia 2011 Varsovie
Ne doit pas être confondu avec Polonia Varsovie (basket-ball).
Le Polonia 2011 Warszawa est un club polonais de basket-ball issu de la ville de Varsovie. Le club appartient à la Polska Liga Koszykówki soit le plus haut niveau du championnat polonais.